# Feuilles d'herbe
Feuilles d'herbe (Leaves of Grass en anglais) est un recueil de poèmes de Walt Whitman. Le poème Song of Myself (Chanson de moi-même) en est le plus connu. Les autres poèmes n'en démontrent pas moins les talents poétiques de Whitman, comme I Sing the Body Electric (Je chante le corps électrique), Out of the Cradle Endlessly Rocking (Hors du berceau balancé sans fin) et O Captain! My Captain! (Ô Capitaine ! Mon Capitaine !), composé en hommage au président des États-Unis Abraham Lincoln, assassiné le 14 avril 1865.

## Analyse
Le recueil est remarquable pour son apologie de la sensualité. Alors que la plupart des poèmes antérieurs, anglais en particulier, reposent sur le symbolisme, l'allégorie et la méditation religieuse et spirituelle, Leaves of Grass (et plus particulièrement la première édition) exalte le corps et le monde matériel (on dirait la chair par opposition à l'esprit). Sous l'influence du mouvement transcendantaliste, lui-même rejeton du romantisme (allemand notamment), la poésie de Whitman loue la Nature et le rôle qu'y tient l'être humain (en tant qu'individu). Au demeurant, Whitman n'en déprécie pas pour autant l'esprit et la raison ; bien plutôt, il exhausse l'esprit de l'Homme et l'être humain, deeming both worthy of poetic praise.
Il n'existe pas d'édition définitive des Feuilles d'herbe. La première édition, publiée le 4 juillet 1855 à Brooklyn (New York), se démarquait par son originalité ; au lecteur d'aujourd'hui, habitué à des styles de poésie très divers (on pense à Emily Dickinson et à Allen Ginsberg), il est ardu de se rendre compte combien le verbe de Whitman se distinguait absolument de la poésie de cette époque. Jusqu'à l'édition des années 1891-1892 dite édition du lit de mort (Death-Bed Edition), Whitman n'eut de cesse d'augmenter, d'amender et parfois de réviser sans appel cette œuvre. Whitman publia à compte d'auteur la première édition, dont il réalisa la plus grande part de la mise en page et qui fut finalement publiée dans un anonymat presque total. Allant à l'encontre de l'usage, un portrait de l'auteur apparaissait sur le fronton du livre.
En 1882, Whitman fut confronté à l'éventualité d'un procès contre les Leaves of Grass pour atteinte aux bonnes mœurs (de la même manière que Les Fleurs du mal, Madame Bovary de Flaubert ou bien encore le roman Ulysse de James Joyce). Par une certaine ironie du sort, la publicité que provoqua la plainte contre Leaves of Grass en accrut les ventes.
Le recueil de poèmes est divisé en sections, dont :
- Inscriptions ;
- Children of Adam ;
- Calamus ;
- Birds of Passage ;
- Sea-Drift ;
- By the Roadside ;
- Drum-Taps ;
- Memories of President Lincoln ;
- Autumn Rivulets ;
- Whispers of Heavenly Death ;
- From Noon to Starry Night ;
- Songs of Parting ;
- Sands at Seventy.

Et encore :
- Good-bye My Fancy (Second Annex) ;
- Old Age Echoes (posthume).

La section intitulée 'Drum-Taps' fut incluse en 1865, à la suite du meurtre d'Abraham Lincoln.
En 1890, le critique et intellectuel gay John Addington Symonds suggéra une interprétation homosexuelle des poèmes Calamus. Whitman, indigné, réfuta ce qu'il considérait sans doute comme une accusation d'immoralité. L'oeuvre est néanmoins considérée comme faisant partie du canon de la littérature gay, notamment parce que Whitman est ouvertement gay et inspire Oscar Wilde.

## Extrait:I Sing The Body Electric
| I SING the Body electric; The armies of those I love engirth me, and I engirth them; They will not let me off till I go with them, respond to them, And discorrupt them, and charge them full with the charge of the Soul. Was it doubted that those who corrupt their own bodies conceal themselves; And if those who defile the living are as bad as they who defile the dead? And if the body does not do as much as the Soul? And if the body were not the Soul, what is the Soul? | JE CHANTE le corps électrique, Ceint des foules de ceux que j'aime comme je les ceins, Qui n'ont de cesse que je les suive, que je leur réponde, Que je les décorrompe, que je les charge à plein de la charge de l'âme. Qui doutera que ceux qui corrompent leurs corps se masquent à eux-mêmes ? Qui doutera que ceux qui souillent le vivant ne valent pas mieux que ceux qui souillent les morts ? Qui doutera que le corps agisse aussi pleinement que l'âme ? Le corps ne serait pas l'âme ? Dans ce cas, l'âme quelle est-elle ? |

## Chronologie
- 1855 : Première édition (anonyme).
- 1856 : Seconde édition (signée). Ajout de Crossing Brooklyn Ferry.
- 1860 : Troisième édition. Ajout de Out of the Cradle Endlessly Rocking.
- 1867 : Quatrième édition. Ajout de When Lilacs Last in the Dooryard Bloom?d.
- 1871 : Cinquième édition. Ajout de Passage to India.
- 1875 : Édition centennale.
- 1881 : Septième édition.
- 1889 : Huitième édition.
- 1891 : Neuvième édition (parfois dite Authorized ou Death-Bed, ie édition « autorisée », « du lit de mort », « de ses dernières heures »)[3]

En 1868, une sélection sévère de Leaves of Grass, intitulée Poèmes de Walt Whitman, fut publiée par William Rossetti en Angleterre.

## Traductions en français
- Feuilles d’herbe, 1855, traduction de Gilles Mourier, Jean-Paul Rocher éditeur. Parution : 20 mai 2011
- Feuilles d'herbe (première édition), traduit de l'américain par Éric Athenot, Paris, José Corti, 2008.
- Feuilles d'herbe, traduit de l'américain par Jacques Darras, Paris, Gallimard, coll. Poésie n° 372, 2002.
- Feuilles d'herbe, introduction et traduction de Roger Asselineau, Paris, Aubier, 1989 ; rééd. Les Belles Lettres, Paris, coll. "Poésie magique", 416 p., 2021  (ISBN 978-2251452012)
- Feuilles d'herbe, traduit par Jules Laforgue in Œuvres choisies de Walt Whitman, collectif, Paris, Edition de la NRF, 1918.
- Feuilles d'herbe, traduit par Léon Balzagette, 1909.